# セイロンサンジャク
セイロンサンジャク（学名Urocissa ornata）は、カラス科に分類される鳥の一種。
スリランカの固有種。